# Барис
Хокейний клуб «Барис» — хокейний клуб з Астани, Казахстан. Заснований у 1999 році. Виступає у чемпіонаті Континентальної хокейної ліги.
Чемпіон Казахстану (2008, 2009). Найвище досягнення у чемпіонаті КХЛ — вихід у 1/4 Плей-оф (2019).
Домашні ігри команда проводить у Палаці спорту «Казахстан» (4079 глядачів). Ігрові кольори клубу: синій, блакитний і білий.

## Історія
Хокейний клуб «Барис» заснований восени 1999 року. Дебют команди у чемпіонаті Казахстану виявився вдалим — завойовані срібні медалі національного чемпіонату 1999-00. Наступні два чемпіонати команда знову повторила свій успіх — двічі посіла 2-ге місце (2000-01, 2001-02). Поштовхом для більш бурхливого розвитку хокею стало будівництво Палацу спорту «Казахстан», який був відкритий 6 березня 2001 року Президентом Республіки Казахстан Нурсултаном Назарбаєвим. Після третього «срібного» сезону команду залишила велика група гравців, і керівництво клубу було змушене збирати команду, яка не могла поставити перед собою серйозних завдань — і, як наслідок, посіла 5-те місце серед 7 учасників (2002-03).
Сезон 2003-04 «Барис» став базовою командою для молодіжної збірної Казахстану. У внутрішньому чемпіонаті молодим гравцям було важко конкурувати з більш досвідченими колективами, і команда посіла 6-те місце. У сезоні 2004-05 «Барис» окрім чемпіонату Казахстану дебютував в 1-й лізі Росії, регіон «Урал—Західна Сибір». Зібраний молодий колектив зумів завоювати бронзові медалі 1-ї ліги Росії, проте в чемпіонаті Казахстану опинився на 4-му місці. У сезоні 2005-06 «Барис» у 1-й лізі Росії завоював срібні медалі, у чемпіонаті Казахстану знову посів 4-те місце.
По ходу сезону 2006-07 відбулися зміни, в основному в керівному складі. Президентом клубу став відомий у минулому нападник «Автомобіліста» (Караганда), що виступав у Міжнаціональній хокейній лізі, і «Булата» (Теміртау) Н.С. Оразбаєв, змінився тренерський штаб. Всі зміни в команді були підпорядковані одній меті — перемозі в 1-й лізі Росії з подальшим виходом у вищу лігу Росії. І мета була досягнута — вперше у своїй історії «Барис» став чемпіоном 1-ї ліги Росії, регіон «Урал—Західна Сибір». У чемпіонаті Казахстану хокеїсти довго претендували на медалі, але поступилися основним суперникам і посіли 5-те місце.
У сезоні 2007-08 «Барис» дебютував у Відкритій всеросійській першості серед команд Вищої ліги Росії. Команду очолив Олександр Висоцький. Серйозна робота керівництва і гравців дозволила вже в першому сезоні досягти великих висот — у Вищій лізі Росії (дивізіон «Схід») команда посіла 2-ге місце. У чемпіонаті Казахстану вперше завойовано звання чемпіона країни. У збірну команду Казахстану команда делегувала п'ять гравців, які допомогли завоювати срібло світової першості.
У сезоні 2008-09 «Барис» дебютував у Континентальній хокейній лізі — елітному хокейному дивізіоні на пострадянському просторі. По ходу сезону головним тренером клубу, а після і збірної Казахстану, став Андрій Шаянов. Перший сезон у КХЛ команда посіла 15-те місце серед 24 учасників і завоювала місце в розіграші плей-оф за Кубок Гагаріна. За підсумками сезону захисник і капітан «Бариса» Кевін Даллмен встановив новий рекорд результативності для гравців оборони, і був визнаний найкращим захисником КХЛ, а також увійшов до символічної шістки найкращих хокеїстів чемпіонату КХЛ. У внутрішньому чемпіонаті Казахстану «Барис» захистив свій титул, ставши дворазовими поспіль чемпіоном країни. На світовій першості 9 хокеїстів «Бариса» допомогли національній збірній Казахстану стати чемпіонами 1 дивізіону, завоювавши путівку у вищий дивізіон, а Вадим Краснослободцев був визнаний найкращим нападником турніру.
У сезонах 2009-10 і 2010-11 «Барис» стабільно входив до числа шістнадцяти найсильніших клубів КХЛ і продовжував боротьбу в серії плей-оф. Однак поки команді не вдавалось потрапити до півфіналу, і «Барис» завершував сезон в першому раунді плей-оф. Після невдалого виступу національної команди на чемпіонаті світу 2009, А.В. Шаянов пішов у відставку, новим тренером клубу і збірної був призначений Андрій Хомутов. Влітку 2010 року «Барис» в оновленому складі під керівництвом Хомутова брав участь в міжнародному турнірі в Астані та став володарем першого «Кубка Президента Казахстану». У грудні 2010 року збірна Казахстану, на 80% укомплектована гравцями «Бариса», спробувала свої сили на Європейському турнірі «Prime Euro Ice Hockey Challenge», в якому завоювала Кубок Виклику.
У сезоні 2010-11 відбулись сьомі Зимові Азійські ігри, вперше проведені в Казахстані, в якій національна збірна, здобувши чотири перемоги поспіль, завоювала золоті медалі. Найкращим нападником турніру визнано хокеїста «Бариса» Вадима Краснослободцева.

## Спонсори
- Генеральний спонсор — АТ «Національна компанія «Қазақстан темір жолы»
- Офіційний партнер — АТ «Цеснабанк»

## Досягнення
- Чемпіон Казахстану (2008, 2009)
- Найвище досягнення у чемпіонаті КХЛ — 10-те місце (2012).

## Капітани клубу
- Дмитро Фролов, 2004–05
- Дмитро Шалабанов, 2005
- Олексій Храмцов, 2005–06
- Олег Коваленко, 2006
- Сергій Невструєв, 2006–07
- Ільдар Юбін, 2007
- Ремір Хайдаров, 2007–08
- Кевін Даллмен, 2008–12
- Дмитро Уппер, 2012–14
- Брендон Боченскі, 2014–2018
- Дарен Діц, 2018–2022
- Роман Савченко 2022 — до сьогодні

## Тренери команди
Тренували команду:
- Микола Мишагін (2000–2002)
- Сергій Могильников (2002–2003)
- Анатолій Меліхов (2003–2004)
- Микола Мишагін (2005–2007)
- Михайло Панін (2007)
- Сергій Могильников (2007)
- Олександр Висоцький (2007–2009)
- Андрій Хомутов (2010–2011)
- Андрій Шаянов (2009–2010, 2011–2012)
- Володимир Крикунов (2012–2013)
- Арі-Пекка Селін (2013–2014)
- Андрій Назаров (2014–2015)
- Єрлан Сагимбаєв (з 2015)
- Юрій Михайліс (2020–2022)
- Андрій Скабелка (2022–)